# Halmenus robustus
Halmenus robustus är en insektsart som beskrevs av Scudder, S.H. 1893. Halmenus robustus ingår i släktet Halmenus och familjen gräshoppor. Inga underarter finns listade i Catalogue of Life.